# Heraclia albocincta
Heraclia albocincta là một loài bướm đêm trong họ Noctuidae.